# Czapłygin
Czapłygin, do 1948 Ranienburg – miasto w Rosji, w obwodzie lipieckim. W 2010 roku liczyło 12 656 mieszkańców.